# Potica
A potica (szlovénül: Slovenska potica) egy hagyományos ünnepi sütemény Szlovéniából. A potica a szlovének bejglije, előszeretettel készítik karácsonyra vagy húsvétra.

## Etimológia
A potica szó, valamint néhány regionális neve, mint például a povtica, potvica stb. a povitica szóból származik. A povitica a „poviti” igéből keletkezett, ami azt jelenti, hogy becsomagolni vagy beburkolni, és egyfajta péksüteményt jelöl, amelyet tekeréssel készítenek. Ez a fajta sütemény sok kelet-európai országban, valamint a Szlovéniával határos régiókban elterjedt. A szomszédos olaszországi Friuliban például a gubana nevű édes kenyeret, Ausztriában a Kärntner Reinling nevű zsemlét készítik hasonló módon.

## Fajtái
A szlovén potica egy kelt papírvékony tésztából tekert péksütemény, amelyet sokféle töltelékkel töltenek meg, de leggyakrabban dióval.
A legjellegzetesebb szlovén poticák darált dióval, tárkonnyal, túróval, mogyoróval vagy mákkal készülnek, sózva akár tepertővel, szalonnával és egyéb töltelékekkel. A szlovén potica egy ünnepi péksütemény, kétféleképpen süthető: sütőben vagy közvetlenül a tűzhelyen, de az eredeti szlovén potica egy gyűrű alakú tészta, amelyet mindig speciális formájú sütőformában sütnek (kerámia vagy üveg), az úgynevezett potičnikban, amelyeknek közepén kúpos kiemelkedés található.
Szlovéniában minden húsvétkor és karácsonykor poticát is felszolgálnak, és még nagyon népszerű az Egyesült Államok egyes részein is.
A poticát számos helyi pékségben kínálják a vásárlóknak Hibbingben (Minnesota állam), a bevándorló közösségben generációkon át örökölt receptek alapján készítik el.

## Képgaléria

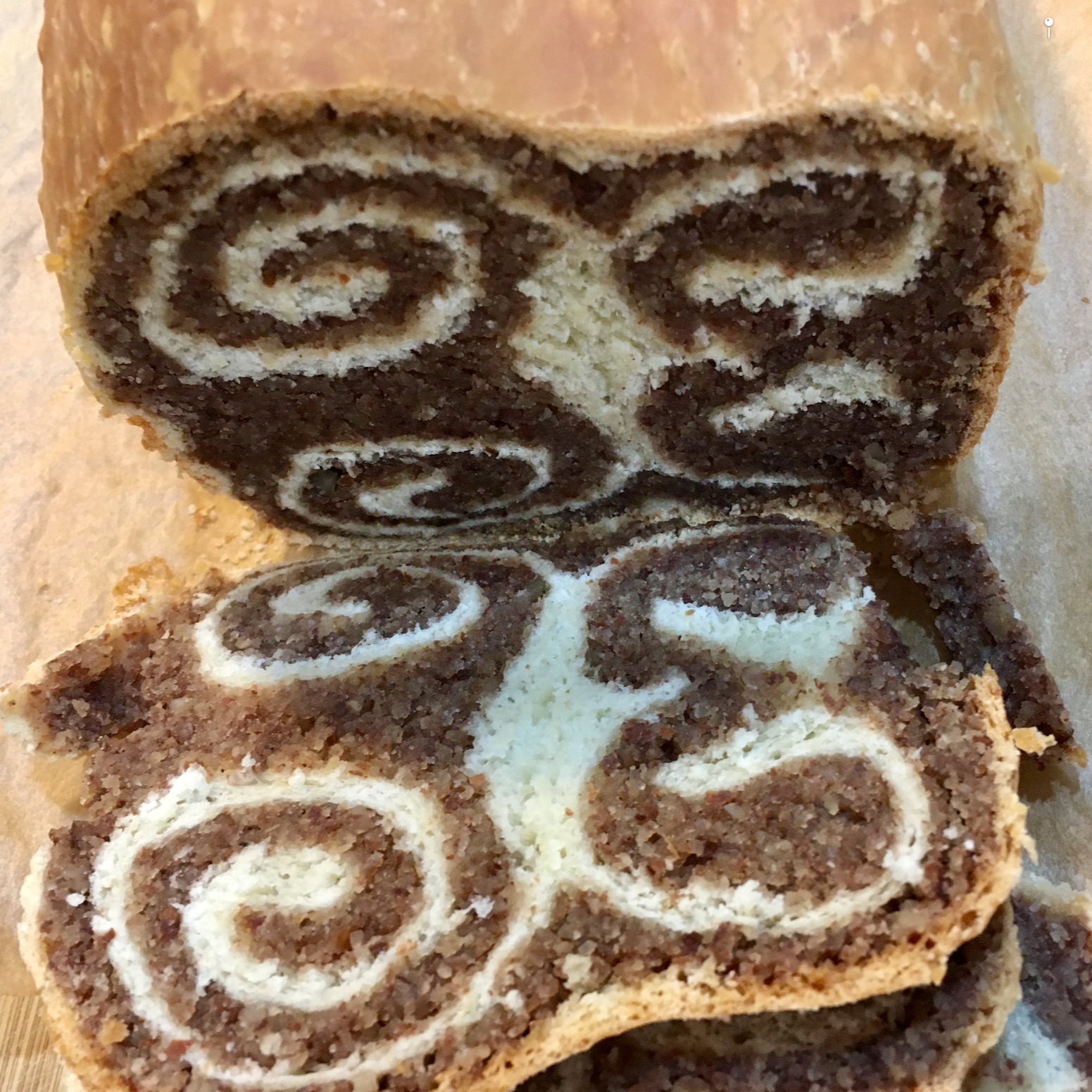
Potica vegyes diófélékből és fahéjból
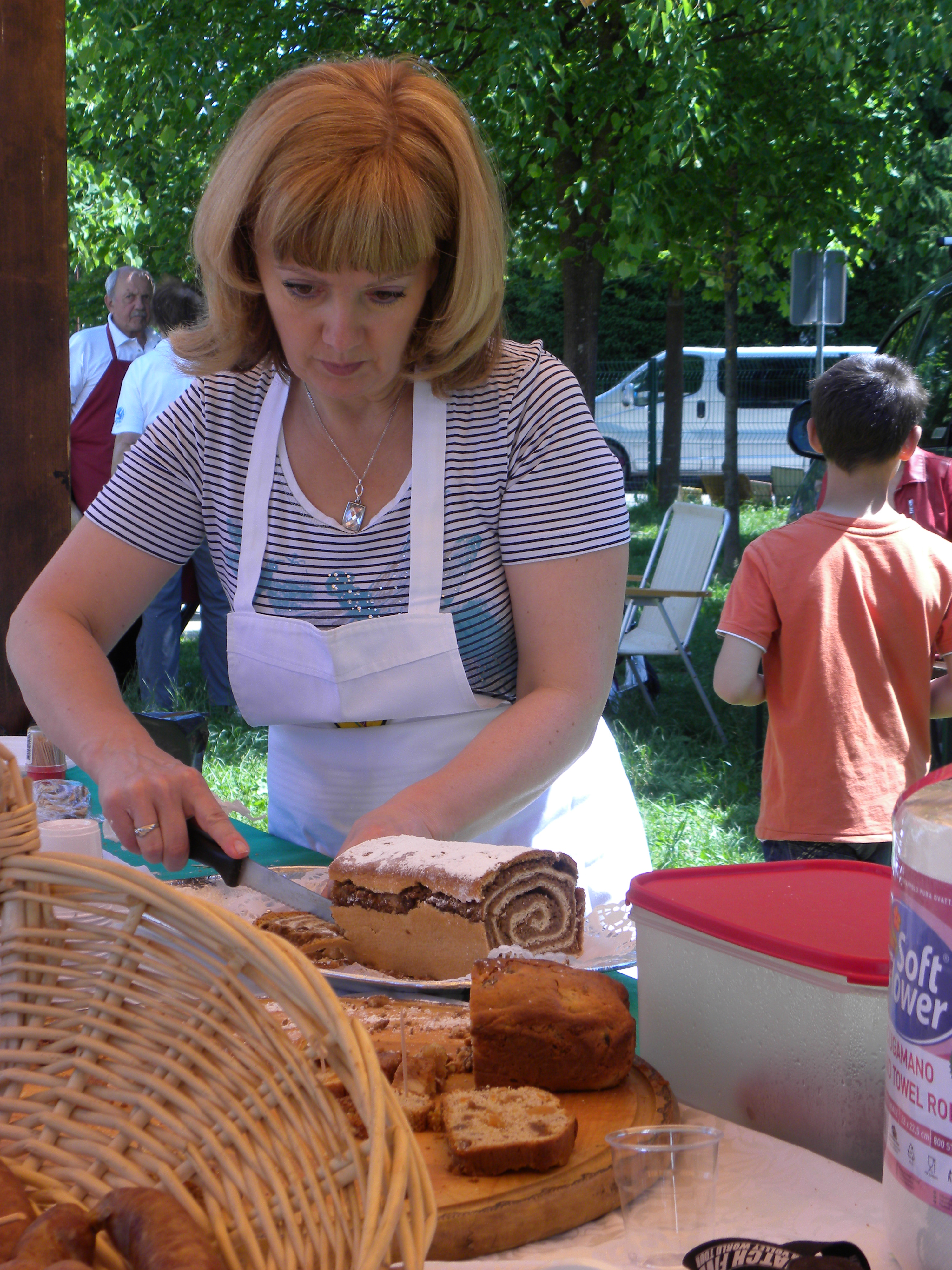
A sütemény szeletekre vágása
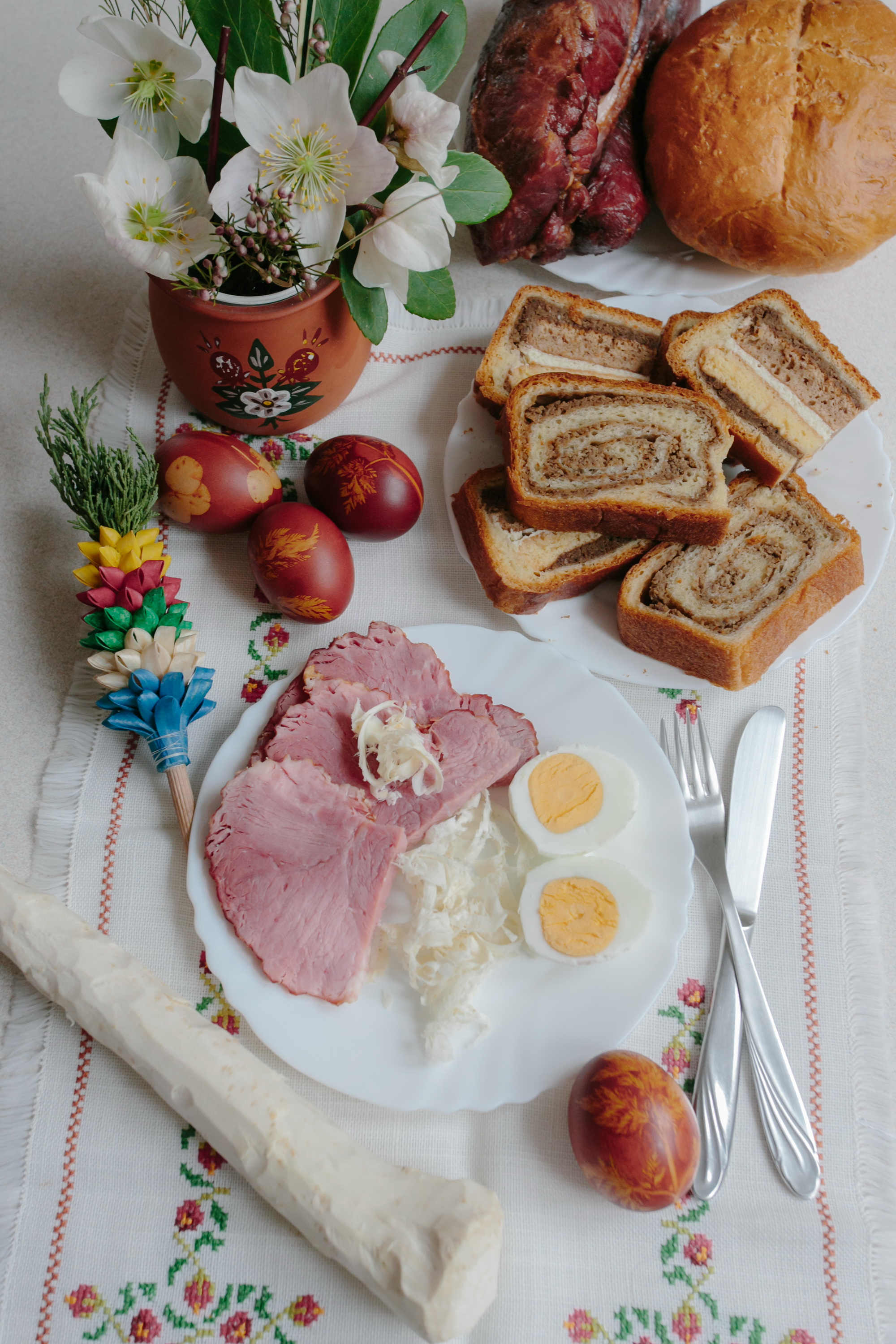
A hagyományos szlovén húsvéti reggeli részeként
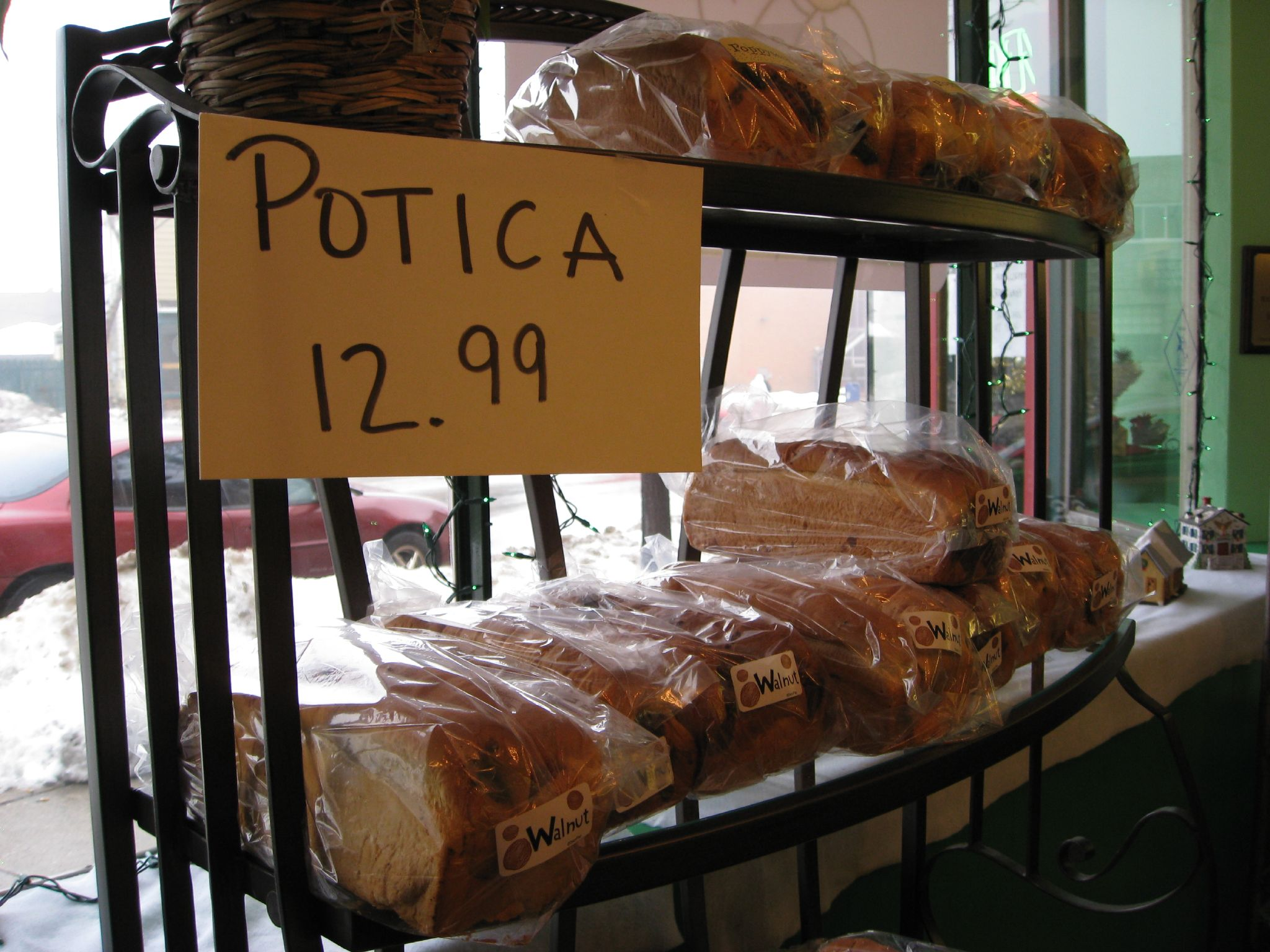
Amerikai potica a Kaiser's Six Point Bakery-ben
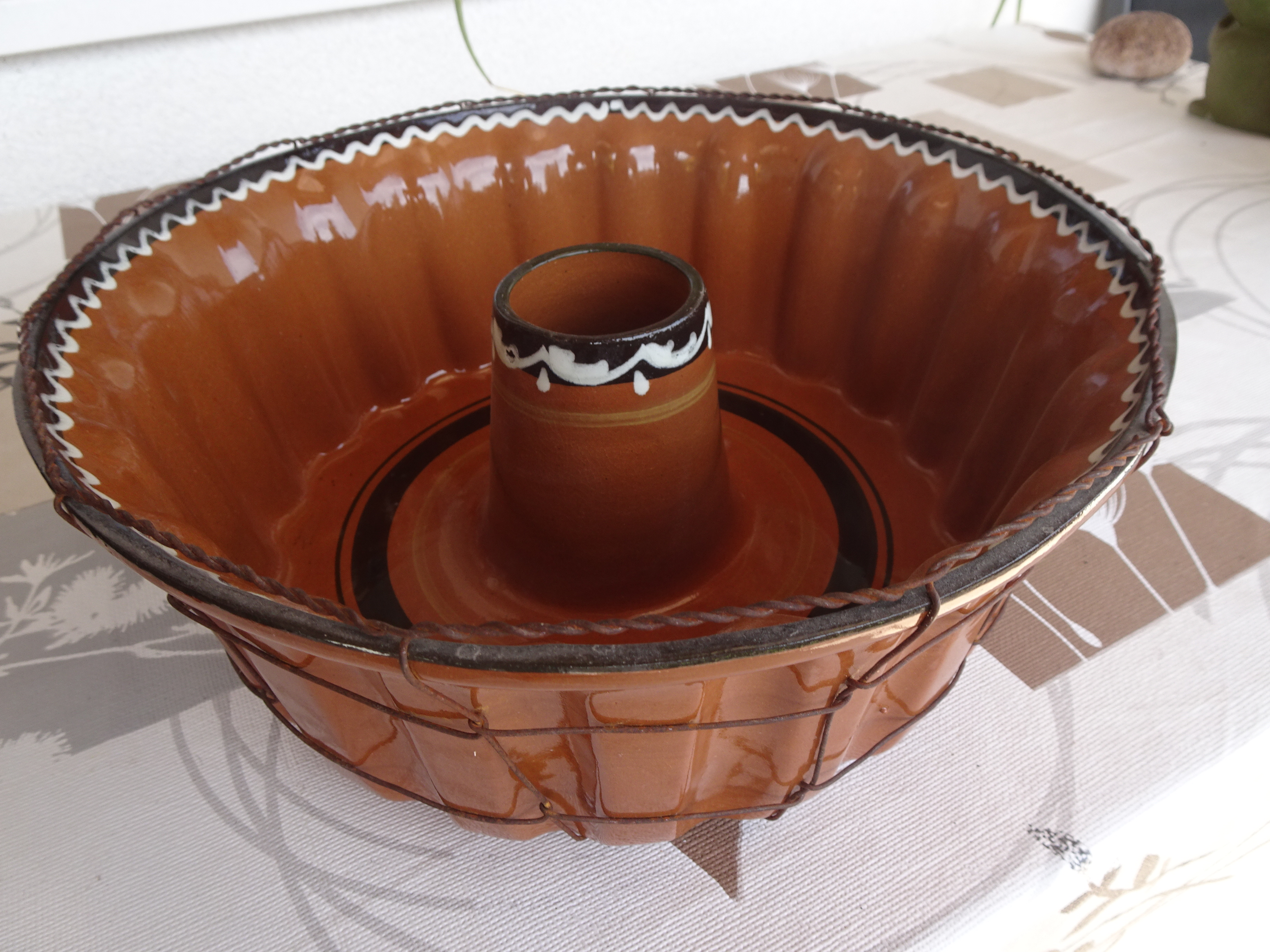
Potičnik - hagyományos sütőforma a szlovén potica számára
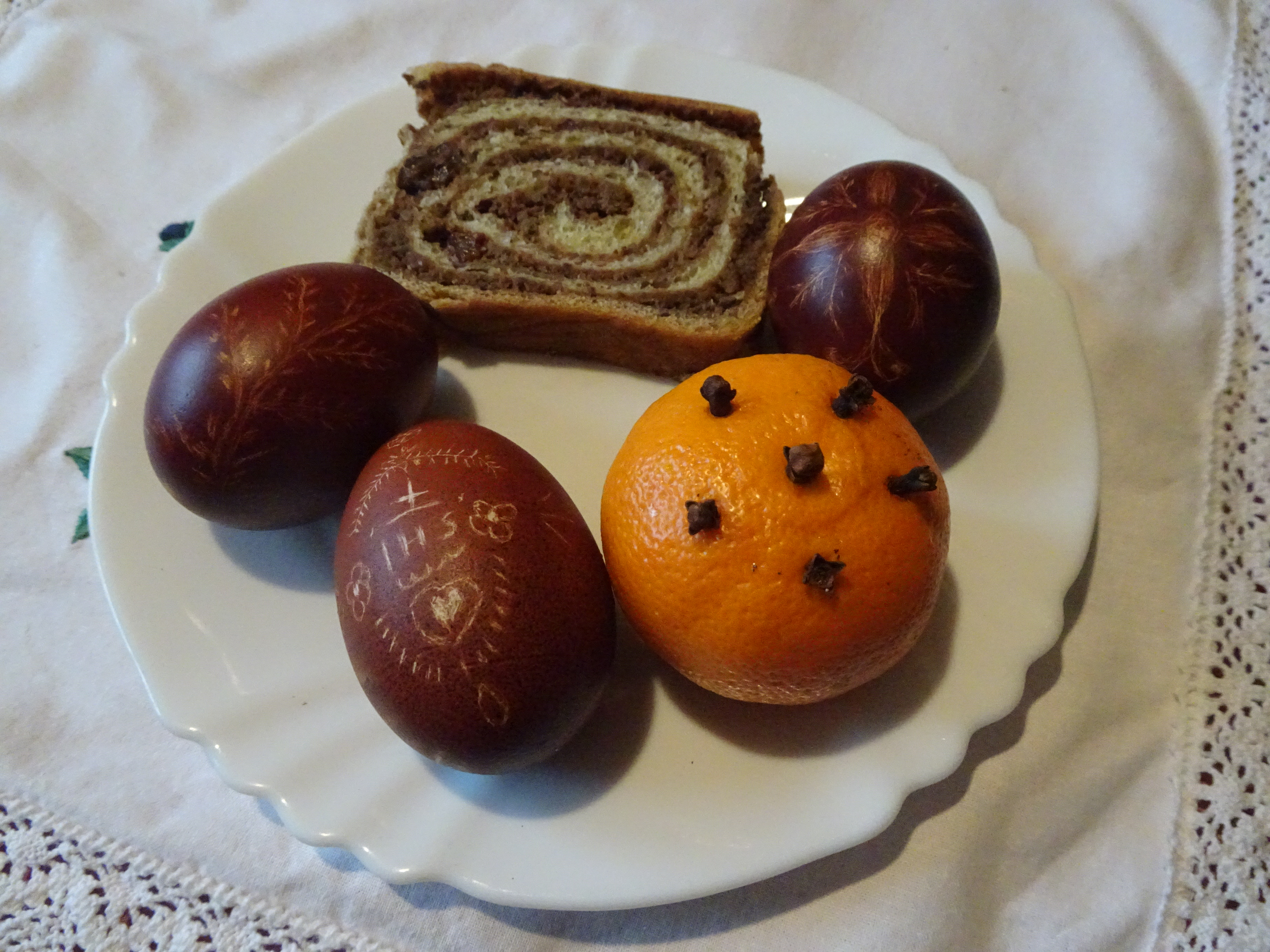
Húsvéti tányér pirhivel[5] és poticával

## Védelem
A szlovén potica régóta ismert szinte mindenhol a világon, ahová szlovén emigránsok vitték. Egyesek „Szlovénia nagyköveteként” is emlegetik. 2001 áprilisa óta oltalom védi az Európai Unióban.

## Fordítás
- Ez a szócikk részben vagy egészben  a   Potica című angol Wikipédia-szócikk ezen változatának fordításán alapul.  Az eredeti cikk szerkesztőit annak laptörténete sorolja fel. Ez a jelzés csupán a megfogalmazás eredetét és a szerzői jogokat jelzi, nem szolgál a cikkben szereplő információk forrásmegjelöléseként.